# Matsudanoeus yuasai
Matsudanoeus yuasai es una especie de escarabajo perteneciente a la familia Lycidae. La especie fue descrita por primera vez en 1970 por Takehiko Nakane y denominada Cautires yuasai. La especie fue luego descrita al género Matsudanoeus.
El epíteto de especie fue otorgado en honor a Kiyoshi Matsuda, especialista en taxonomía de Lycidae. El nombre fusiona su apellido y "noeus", una parte del nombre Metanoeus. Matsudanoeus yuasai es endémica de Japón. A pesar de un número relativamente alto de especies secuenciadas, no se ha registrado ninguna especie en la Región Oriental.
Las larvas de M. yuasai son similares a las de Metanoeus y tienen urogonfos ramificados muy largos en contraste con las larvas de Cautires.